# 大津市立膳所小学校
大津市立膳所小学校（おおつしりつ ぜぜしょうがっこう）は、滋賀県大津市中庄二丁目にある公立小学校。

## 通学区域
- 木下町、昭和町、丸の内町、本丸町、由美浜、膳所一丁目、膳所二丁目、相模町、御殿浜、杉浦町、湖城が丘、膳所池の内町、中庄一丁目、中庄二丁目、別保一丁目、別保二丁目、別保三丁目、西の庄15番3、41～42号、44～47号、54、57号、秋葉台1番～6番の全号、28番の全号、29番50号以降、36番3号、晴嵐二丁目1番、2番、6番の全号[1]。

※卒業後は基本的に大津市立粟津中学校に進学する。